# Bufo-de-verraux
O Bufo-de-verraux ou bufo-leitoso  (Bubo lacteus) é uma espécie de ave estrigiforme pertencente à família Strigidae. Com uma envergadura de cerca de 2 m, o bufo-de-verraux é um dos maiores membros do seu grupo.
O bufo-de-verraux habita a África sub-sahariana. Alimenta-se de lebres, coelhos, mangustos, e outros mamíferos de pequeno porte. Como todas as outras corujas e mochos, o bufo-de-verraux é uma ave de hábitos noturnos.